# Io non abito più qua
Io non abito più qua è il secondo singolo della cantante pop italiana Irene Fornaciari, pubblicato nell'ottobre del 2006 dall'etichetta discografica Universal. 
Il singolo è stato inserito nell'album di esordio della cantante Vertigini in fiore..
Il brano promozionale ,scritto da Zucchero Fornaciari, Niccolò Agliardi e Bryan Adams viene trasmesso dai maggiori network nazionale.